# Cula lui Costea din Frăsinet
Cula lui Costea din Frăsinet este un monument istoric aflat pe teritoriul satului Frăsinet, comuna Frăsinet.
Cula a fost construită la începutul secolului al XVIII-lea, pentru boierul Costea Rondiris. A avut rol de turn de observație și apărare. 
Intra in proprietatea logofătului Nicolae Bâțcoveanu și pitarului Ioniță Bâțcoveanu la începutul secolului al XIX-lea. În anul 1878, cula a fost modificată, pierzându-și partea superioară, care ar fi avut foișor. În timpul răscoalei țărănești din 1907, cula a fost incendiată, fiind din nou refăcută. La sfârșitul anilor ’60 ai secolului XX, cula părăsită s-a transformat în ruină. A fost demolată în anul 1972, pentru a fi reconstruită cu cărămizile originare în perioada 1977-1978, adăugându-i-se al doilea etaj, cu foișor. Scoasă din uz și abandonată, în prezent se află într-o stare foarte proastă de conservare.

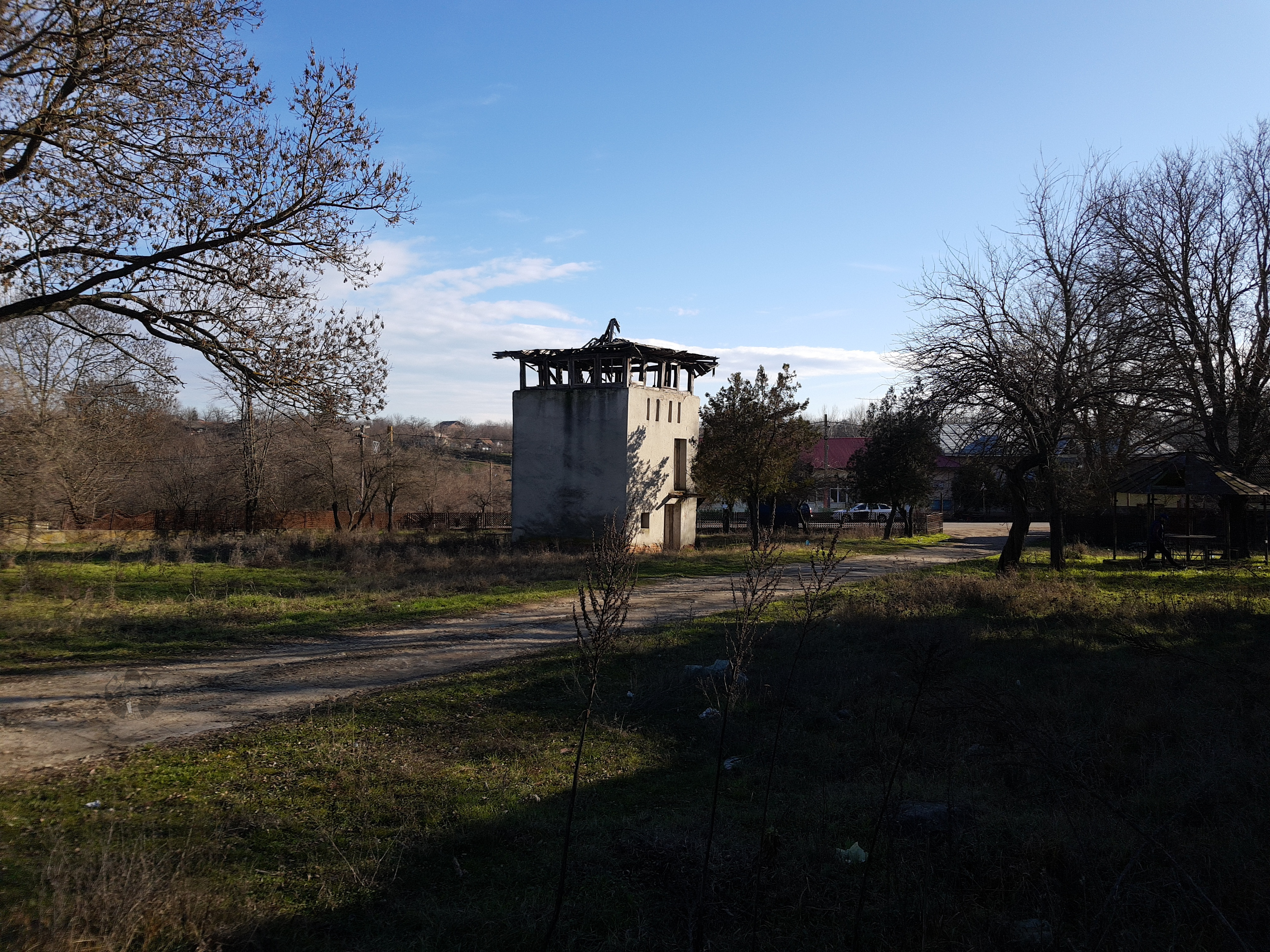
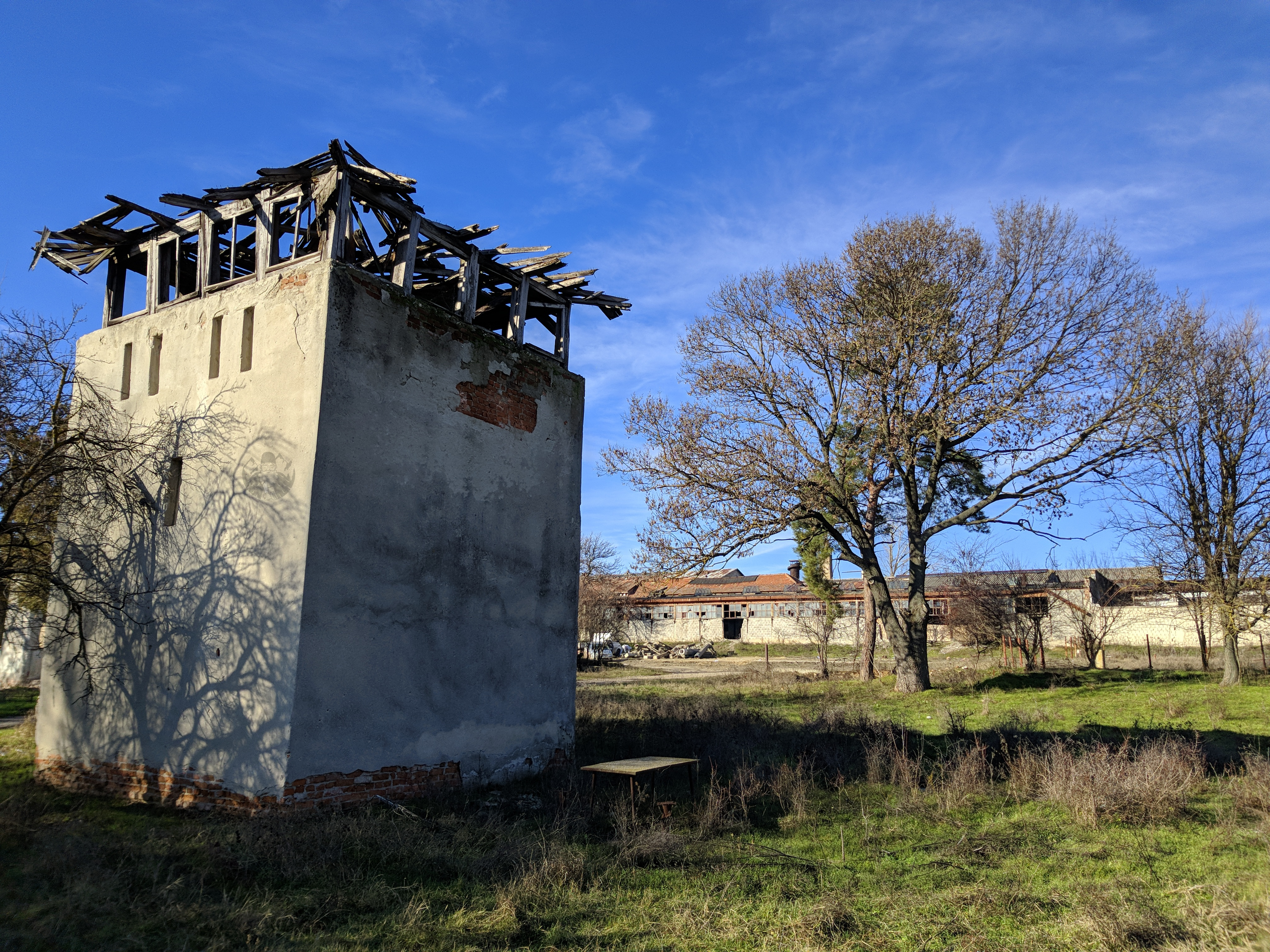
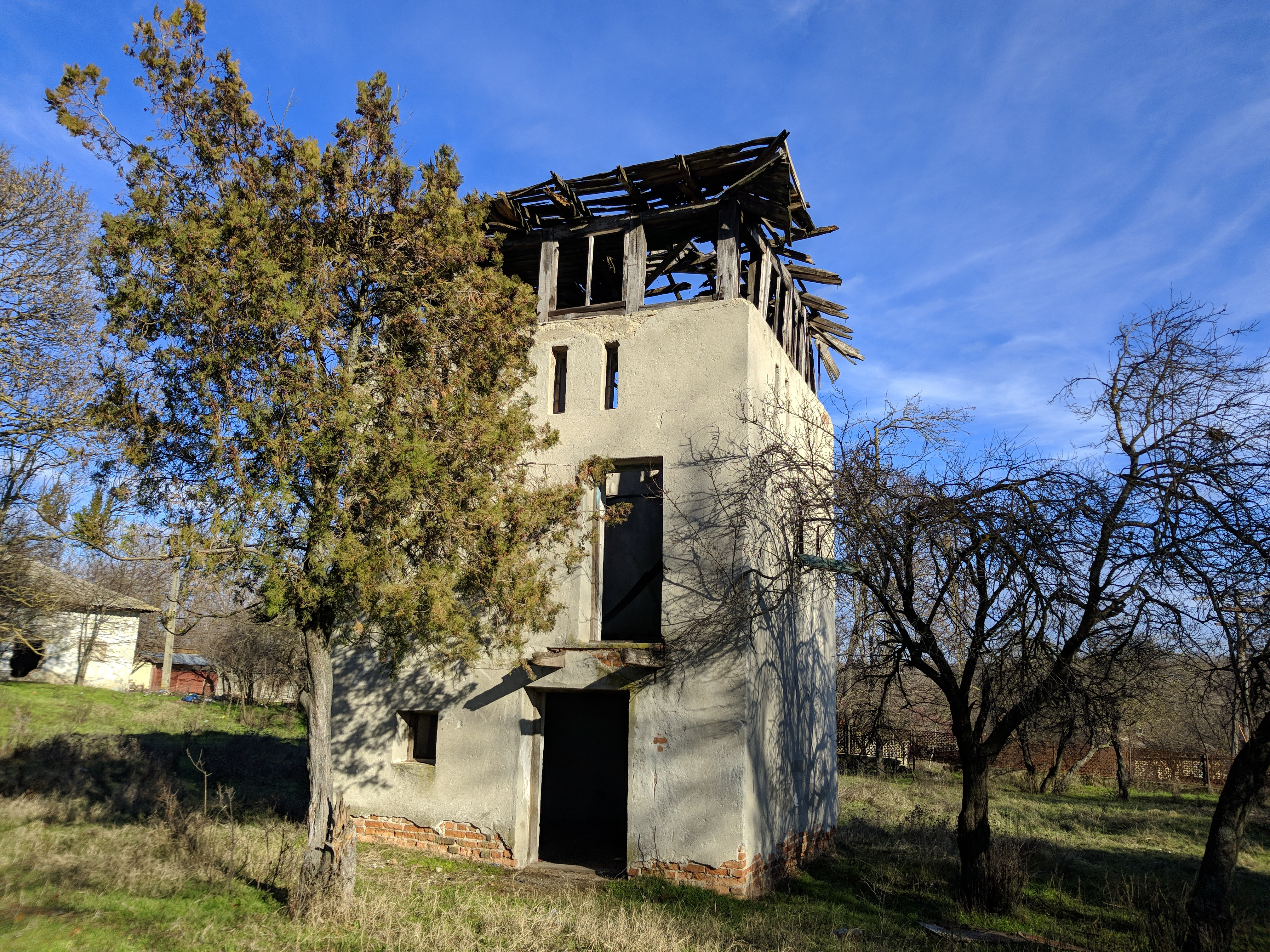
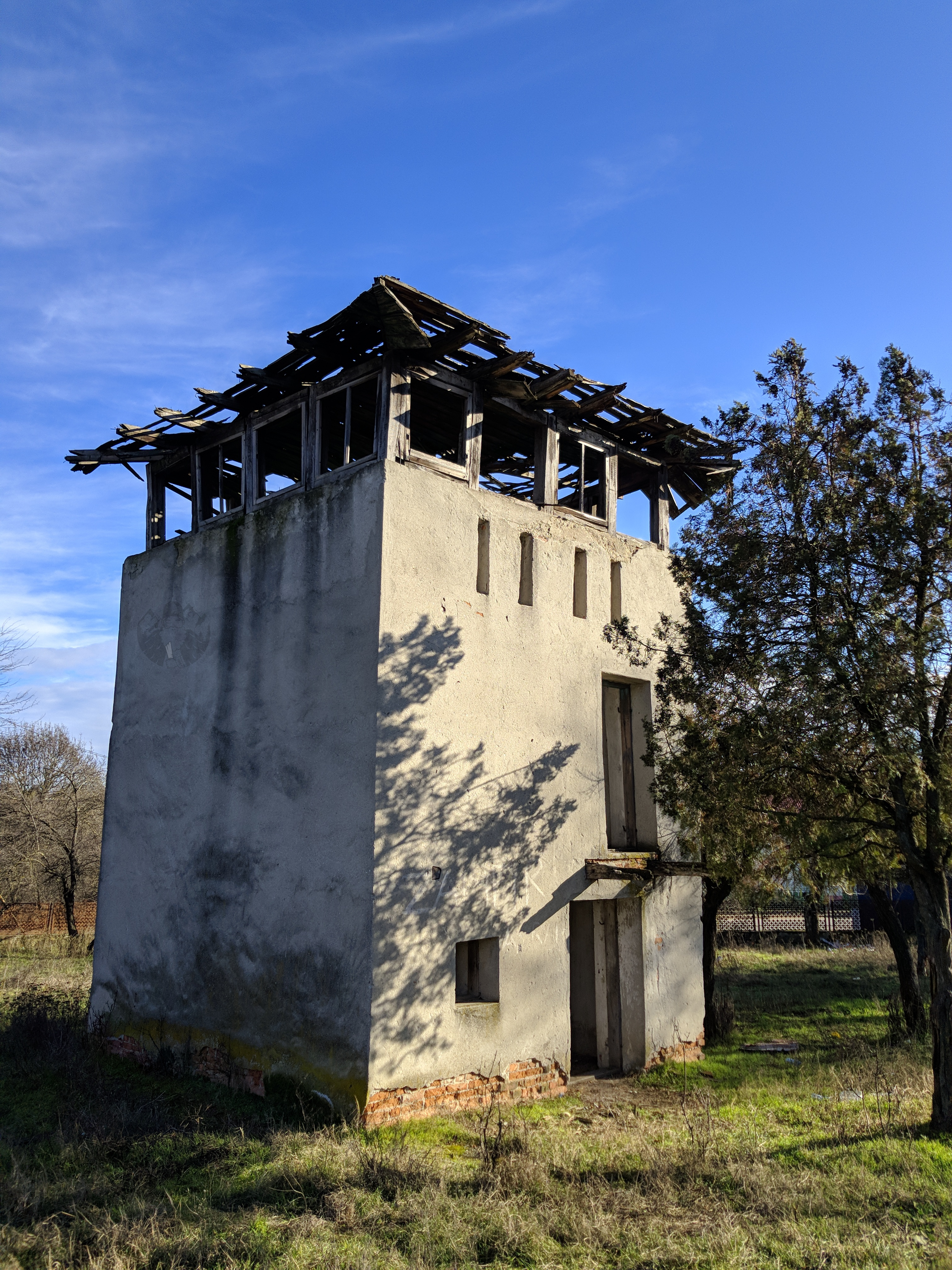
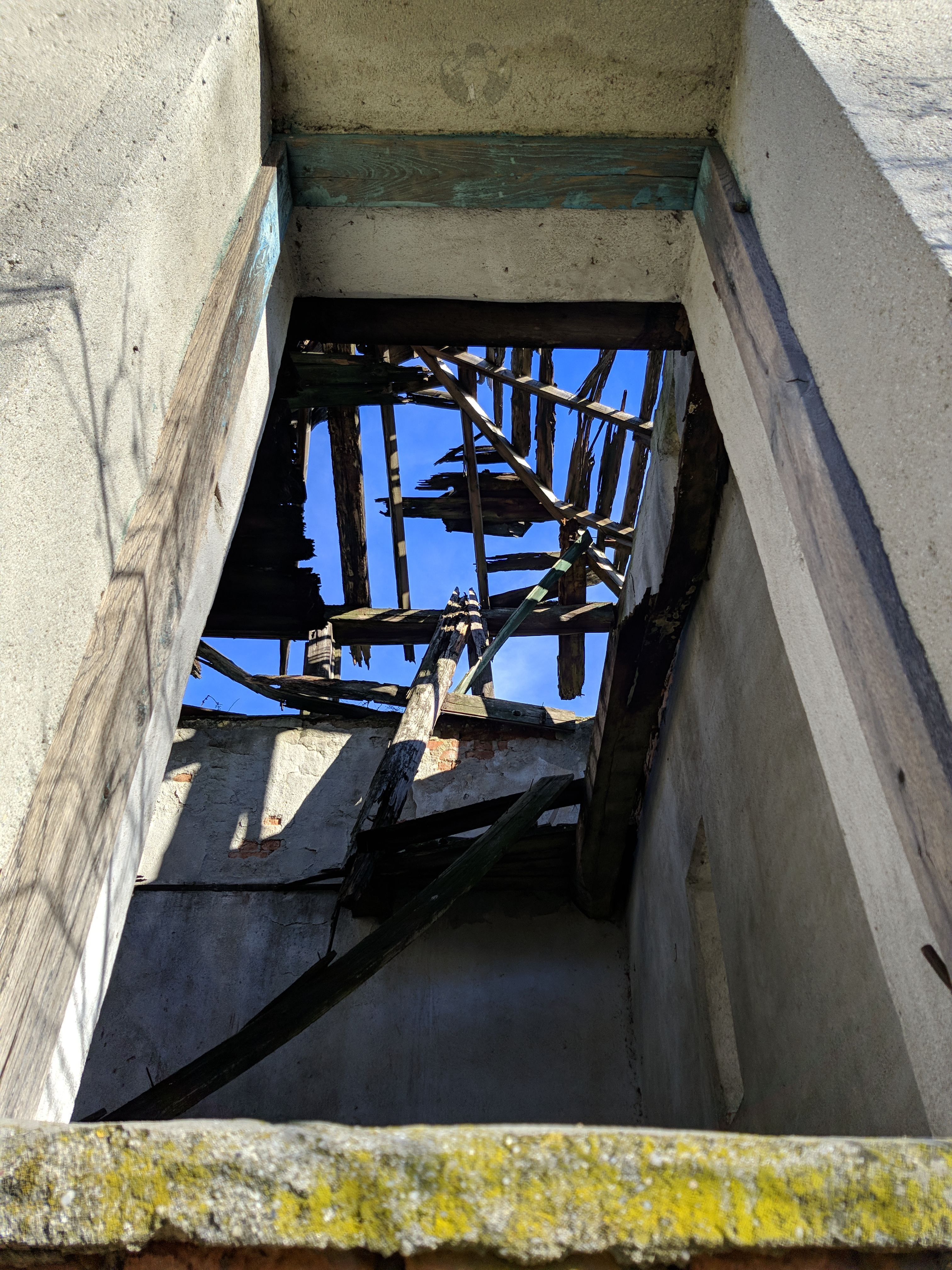

Galerie foto (decembrie, 2019)